# Maciejeuszczyna
Maciejeuszczyna (biał. Мацееўшчына; ros. Матеевщина) – wieś na Białorusi, w obwodzie mohylewskim, w rejonie mohylewskim, w sielsowiecie Mastok, nad Rudzieją.